# 2,2,2-trifluorethanol
2,2,2-trifluoroethanol is de organische verbinding met de formule CF3CH2OH. De naam van de verbinding wordt vaak afgekort tot TFE, terwijl soms ook de naam trifluorethylalcohol wordt gebruikt. Deze kleurloze, goed met water mengbare vloeistof heeft een geur die sterkt lijkt op die van ethanol. Ten gevolge van de hoge elektronegativiteit van de trifluormethylgroep, is deze verbinding, vergeleken met ethanol, een veel sterker zuur. Dit blijkt onder andere uit de stabiliteit van complexen van TFE met heterocyclische verbindingen als THF of pyridine. Er wordt een sterke waterstofbrug gevormd.

## Synthese
Trifluoroethanol wordt op industriële schaal bereid via hydrogenering van (derivaten van) trifluorazijnzuur, zoals esters, of het zuurchloride.
Het kan ook verkregen worden door hydrolyse van verbindingen met de algemene formule: CF3−CHOH−OR (waarbij R staat voor waterstof of een alkylgroep met 1 tot 8 koolstofatomen), in aanwezigheid van een palladiumhoudende katalysator op actieve kool. Als co-katalysator voor deze omzetting worden alifatische amines, zoals tri-ethylamine gebruikt.

## Toepassingen
Trifluorethanol wordt in de organische chemie als oplosmiddel gebruikt. De oxidatie van zwavelverbindingen met waterstofperoxide verlopen makkelijk in TFE.
TFE wordt in de biologie gebruikt als co-solvens in studies naar eiwitopvouwing met behulp van NMR-spectroscopie: zowel peptiden als proteïnen lossen er goed in op. Afhankelijk van de concentratie heeft TFE grote invloed op de drie-dimensionale structuur van proteïnes.
In de industrie wordt TFE toegepast als oplosmiddel in de synthese van nylon en medicijnen.

## Reacties
De oxidatie van trifluorethanol geeft trifluorethanal of trifluorazijnzuur. Daarnaast wordt TFE gebruikt als bron voor de trifluormethylgroep in verschillende chemische reacties (Still-Gennari variant van de HWE reactie).
2,2,2-trifluoro-1-vinyloxyethaan, wordt onder de naam Fluromar als medicijn gebruikt. Het speciale aan dit medicijn is dat het via inademing toegediend kan worden. De verbinding is een vinylether van TFE en wordt bereid in een reactie tussen TFE en acetyleen.